# Université nationale autonome du Honduras
L'université nationale autonome du Honduras (en espagnol : Universidad Nacional Autónoma de Honduras ou UNAH) est une université publique hondurienne dont le campus principal est situé à Tegucigalpa, la capitale du pays.

## Source
- (es) Cet article est partiellement ou en totalité issu de l’article de Wikipédia en espagnol intitulé « Universidad Nacional Autónoma de Honduras » (voir la liste des auteurs).